# Saint-Étienne-au-Temple
Saint-Étienne-au-Temple és un municipi francès, situat al departament del Marne i a la regió del Gran Est. L'any 2007 tenia 583 habitants.

## Demografia

### Població
El 2007 la població de fet de Saint-Étienne-au-Temple era de 583 persones. Hi havia 208 famílies, de les quals 28 eren unipersonals (12 homes vivint sols i 16 dones vivint soles), 68 parelles sense fills, 100 parelles amb fills i 12 famílies monoparentals amb fills.
La població ha evolucionat segons el següent gràfic:
Habitants censats

### Habitatges
Tots els 209 habitatges que hi havia el 2007 eren l'habitatge principal de la família. 201 eren cases i 7 eren apartaments. Dels 209 habitatges principals, 181 estaven ocupats pels seus propietaris, 25 estaven llogats i ocupats pels llogaters i 3 estaven cedits a títol gratuït; 1 tenia una cambra, 1 en tenia dues, 7 en tenien tres, 48 en tenien quatre i 152 en tenien cinc o més. 194 habitatges disposaven pel capbaix d'una plaça de pàrquing. A 70 habitatges hi havia un automòbil i a 134 n'hi havia dos o més.

### Piràmide de població
La piràmide de població per edats i sexe el 2009 era:
| Homes | Edats   | Dones |
| ----- | ------- | ----- |
| 0     | 95 o +  | 0     |
| 0     | 90 a 94 | 0     |
| 0     | 85 a 89 | 0     |
| 4     | 80 a 84 | 0     |
| 4     | 75 a 79 | 4     |
| 0     | 70 a 74 | 0     |
| 4     | 65 a 69 | 4     |
| 16    | 60 a 64 | 16    |
| 16    | 55 a 59 | 8     |
| 12    | 50 a 54 | 20    |
| 12    | 45 a 49 | 20    |
| 40    | 40 a 44 | 12    |
| 16    | 35 a 39 | 40    |
| 16    | 30 a 34 | 12    |
| 20    | 25 a 29 | 8     |
| 8     | 20 a 24 | 16    |
| 20    | 15 a 19 | 24    |
| 16    | 10 a 14 | 20    |
| 4     | 5 a 9   | 40    |
| 16    | 0 a 4   | 12    |

## Economia
El 2007 la població en edat de treballar era de 386 persones, 304 eren actives i 82 eren inactives. De les 304 persones actives 293 estaven ocupades (155 homes i 138 dones) i 11 estaven aturades (4 homes i 7 dones). De les 82 persones inactives 28 estaven jubilades, 32 estaven estudiant i 22 estaven classificades com a «altres inactius».

### Ingressos
El 2009 a Saint-Étienne-au-Temple hi havia 216 unitats fiscals que integraven 632 persones, la mediana anual d'ingressos fiscals per persona era de 22.186 €.

### Activitats econòmiques
Dels 13 establiments que hi havia el 2007, 1 era d'una empresa extractiva, 2 d'empreses de fabricació d'altres productes industrials, 4 d'empreses de construcció, 2 d'empreses de comerç i reparació d'automòbils, 1 d'una empresa immobiliària, 2 d'empreses de serveis i 1 d'una empresa classificada com a «altres activitats de serveis».
Dels 4 establiments de servei als particulars que hi havia el 2009, 1 era un taller de reparació d'automòbils i de material agrícola, 1 paleta, 1 electricista i 1 perruqueria.
L'any 2000 a Saint-Étienne-au-Temple hi havia 12 explotacions agrícoles.

## Equipaments sanitaris i escolars
El 2009 hi havia una escola elemental.

## Poblacions més properes
El següent diagrama mostra les poblacions més properes.